# Терзич, Алекса
А́лекса Те́рзич (серб. Алекса Терзић; родился 17 августа 1999, Белград, Югославия) — сербский футболист, защитник клуба «Ред Булл» (Зальцбург) и сборной Сербии.

## Клубная карьера
Терзич — воспитанник клубов «Младенвац» и «Црвена Звезда». 20 июля 2018 года в матче против враненского «Динамо» он дебютировал в сербской Суперлиге. Летом 2019 года Терзич перешёл в итальянскую «Фиорентину». Сумма трансфера составила 1,7 млн евро. 18 августа в поединке Кубка Италии против «Монцы» Алекса дебютировал за новую команду.

## Международная карьера
В 2016 году Терзич в составе юношеской сборной Сербии принял участие в юношеском чемпионате Европы в Азербайджане. На турнире он сыграл в матчах против команд Италии, Испании и Нидерландов.
В 2019 году Терзич в составе молодёжной сборной Сербии принял участие в молодёжном чемпионате Европы в Италии. На турнире он сыграл в матче против команды Дании.